# Delta Delta Delta
Delta Delta Delta (ΔΔΔ), connue aussi sous le nom de Tri Delta, est une fraternité universitaire composées exclusivement de femmes (sororité) fondée le 27 novembre 1888. Avec 136 Chapitres distribués aux États-Unis et au Canada, c'est l'une des plus importantes organisations féminines dans le monde.

## Histoire
Delta Delta Delta a été créée par Sarah Ida Shaw, Eleanor Dorcas Pond, Florence Isabelle Stewart et Isabel Morgan Breed à l'Université de Boston, bien que ces deux dernières ne soit pas citées dans l'historique de la sororité sur le site de Tri Delta. 